# Eerste klasse schaken 1936/37
Het Eerste klasse-seizoen 1936/37 was het 17e seizoen van de Eerste klasse, destijds de hoogste schaakcompetitie van Nederland. Zes teams van schaakverenigingen streden om het landskampioenschap, dat gewonnen werd door Discendo Discimus. Voor de Haagse club was dit het vierde landskampioenschap.
De Nieuwe Rotterdamsche Schaakvereeniging eindigde op de zesde plek en moest play-off wedstrijden spelen tegen de kampioen van de Tweede Klasse, Schaakclub Max Euwe uit Amsterdam. N.R.S.V. wist zich na twee wedstrijden te handhaven.

## Eindstand[2]
| # | Team    | MP | BP  |
| - | ------- | -- | --- |
| 1 | DD      | 9  | 34  |
| 2 | VAS     | 8  | 32  |
| 3 | ASC     | 5  | 25½ |
| 4 | Utrecht | 4  | 18  |
| 5 | Bussum  | 2  | 21½ |
| 6 | NRSV    | 2  | 19  |

#### Legenda
|  | Landskampioen          |
|  | Play-off om degradatie |

Eerste klasse

1920/21 · 1921/22 · 1922/23 · 1923/24 · 1924/25 · 1925/26 · 1926/27 · 1927/28 · 1928/29 · 1929/30 · 1930/31 · 1931/32 · 1932/33 · 1933/34 · 1934/35 · 1935/36 · 1936/37 · 1937/38 · 1938/39 · 1939/40 · 1940/41 · 1941/42
Hoofdklasse

1942/43 · 1943/44 · 1944/45 · 1945/46 · 1946/47 · 1947/48 · 
1948/49 · 1949/50 · 1950/51 · 1951/52 · 1952/53 · 1953/54 · 1954/55 · 1955/56 · 1956/57 · 1957/58 · 1958/59 · 1959/60 · 1960/61 · 1961/62 · 1962/63 · 1963/64 · 1964/65 · 1965/66 · 1966/67 · 1967/68 · 1968/69 · 1969/70 · 1970/71 · 1971/72 · 1972/73 · 1973/74 · 1974/75 · 1975/76 · 1976/77 · 1977/78 · 1978/79 · 1979/80 · 1980/81 · 1981/82 · 1982/83 · 1983/84 · 1984/85 · 1985/86 · 1986/87 · 1987/88 · 1988/89 · 1990/91 · 1991/92 · 1992/93 · 1993/94 · 1994/95 · 1995/96
Meesterklasse

1996/97 · 1997/98 · 1998/99 · 1999/00 · 2000/01 · 2001/02 · 2002/03 · 2003/04 · 2004/05 · 2005/06 · 2006/07 · 2007/08 · 2008/09 · 2009/10 · 2010/11 · 2011/12 · 2012/13 · 2013/14 · 2014/15 · 2015/16 · 2016/17 · 2017/18· 2018/19 · 2019/20 · 2020/21 · 2021/22 · 2022/23 · 2023/24 · 2024/25